# Peucedanum friesiorum
Peucedanum friesiorum är en flockblommig växtart som beskrevs av H.Wolff. Peucedanum friesiorum ingår i släktet siljor, och familjen flockblommiga växter. Utöver nominatformen finns också underarten P. f. bipinnatum.